# Anthofylliet

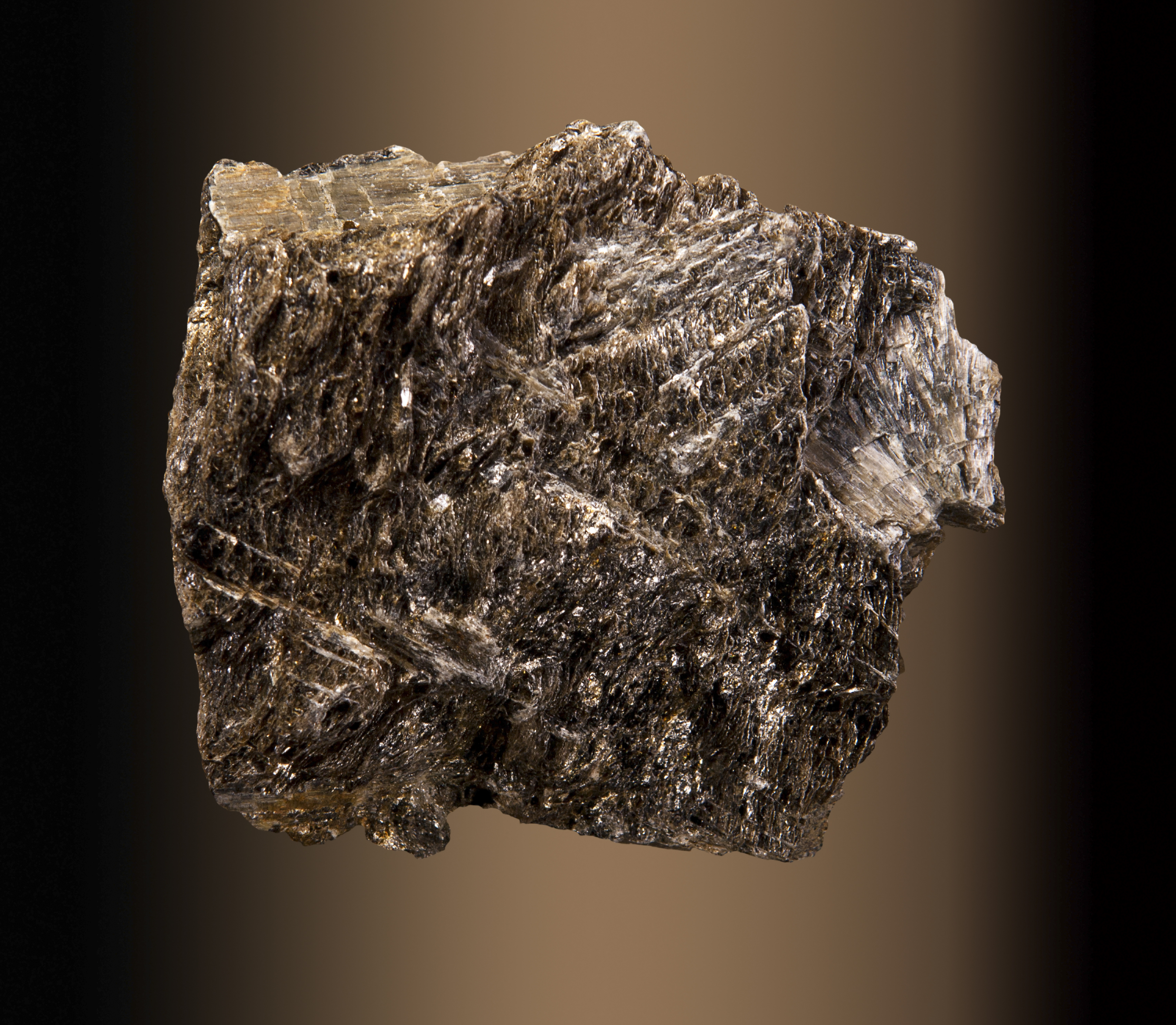
Anthofylliet

Het mineraal anthofylliet is een magnesium-ijzer-silicaat met de chemische formule (Mg,Fe)7Si8O22(OH)2. Het inosilicaat behoort tot de amfibolen.

## Eigenschappen
Het witte, groengrijze of groene anthofylliet heeft een glas- tot parelglans en een grijze streepkleur. De splijting is perfect volgens het kristalvlak [110] en het kristalstelsel is orthorombisch. De gemiddelde dichtheid is 3,21 en de hardheid is 5 tot 6. Anthofylliet is niet radioactief.

## Voorkomen
Anthofylliet is polymorf met het mineraal cummingtoniet. Het is een mineraal van metamorfe oorsprong dat ontstaat door de opeenvolging van magnesiumrijke stollingsgesteenten en onzuivere dolomitische kalksteen. Het wordt bijgevolg gevonden in gneisen, schisten en sommige marmers. Anthofylliet komt ook voor als een metamorf mineraal afgeleid van ultramafische gesteenten samen met serpentijn. De typelocatie is Bodenmais in Duitsland.

## Industriële toepassing
Bepaalde variëteiten van anthofylliet zijn lamellair of vezelachtig en worden gebruikt als asbest. Het is echter een exotische soort die zelden is toegepast in vergelijking met het bekendere chrysotiel (witte asbest) en crocidoliet (blauwe asbest). Anthofylliet wordt ook wel gele asbest genoemd.